# Yarsa
Yarsa (en népalais : यार्सा) est un comité de développement villageois du Népal situé dans le district de Rasuwa. Au recensement de 2011, il comptait 3 844 habitants.